# Arumetsa
Arumetsa är en ort i Estland. Den ligger i Häädemeeste kommun och landskapet Pärnumaa, i den sydvästra delen av landet, 150 km söder om huvudstaden Tallinn. Arumetsa ligger 12 meter över havet och antalet invånare är 110.
Terrängen runt Arumetsa är platt. Havet är nära Arumetsa västerut. Runt Arumetsa är det glesbefolkat, med 8 invånare per kvadratkilometer. Närmaste större samhälle är Häädemeeste, 1,4 km nordväst om Arumetsa. I omgivningarna runt Arumetsa växer i huvudsak blandskog.